# Catherine Robbe-Grillet
Catherine Robbe-Grillet, nata Catherine Rstakian (Parigi, 24 settembre 1930), è una scrittrice e attrice francese. Usò anche gli pseudonimi Jean de Berg e Jeanne de Berg.

## Biografia
Nata a Parigi, ha origini armene.
Nel 1956 pubblica L'Image, un libro erotico sul sadomasochismo da cui è stato tratto il film The Image nel 1975.
Nel 1985 ha scritto Cérémonies de femmes con lo pseudonimo Jeanne de Berg, mentre nel 2002 ha scritto Entretien avec Jeanne de Berg sotto il nome Catherine Robbe-Grillet.
Nel 1963 recita nel film L'immortale.
Nel 1957 si è sposata con lo scrittore e regista Alain Robbe-Grillet, deceduto nel 2008.

## Opere
- L'image, Jean de Berg. Paris: Éditions de Minuit, 1956
- Cérémonies de Femmes, Jeanne de Berg. Paris: Éditions Grasset 1985
- Entretien avec Jeanne de Berg, Catherine Robbe-Grillet. Paris: Éditions les Impressions Nouvelles 2002
- Jeune mariée: journal, 1957–1962, Catherine Robbe-Grillet. Paris: Fayard 2004
- Le Petit carnet perdu, Jeanne de Berg. Paris: Fayard 2007
- Correspondances, Catherine Robbe-Grillet : Fayard 2012
- Alain, Catherine Robbe-Grillet : Fayard 2012

## Filmografia parziale
- L'immortale (L'immortelle), regia di Alain Robbe-Grillet (1963)
- Trans-Europ-Express, regia di Alain Robbe-Grillet (1966)
- L'uomo che mente (L'homme qui ment), regia di Alain Robbe-Grillet (1968)
- Oltre l'Eden (L'Eden et après), regia di Alain Robbe-Grillet (1970)
- N. a pris les dés..., regia di Alain Robbe-Grillet (1972)